# Sonda (městečko)
Sonda je městečko v estonském kraji Ida-Virumaa, samosprávně patřící do obce Lüganuse.